# عبد الرحمن الباشا
عبد الرحمن الباشا (23 أكتوبر 1958 -) هو عازف بيانو لبناني.

## نبذة
ولد عبد الرحمن الباشا في 22 تشرين الأول 1958، وتأثر بالعازف الروماني الراحل دينو ليباني والإيطالي مورنيسو بوليني.
ولد ببيئة فنية إذ واده كان الملحن المشهور توفيق الباشا ووالدته المطربة وداد. درس البيانو على يدي «زفارت سركسيانا» الذي عرفه على الموسيقى الكلاسيكية.ثم أكمل دراسته العليا في باريس في المعهد العالي للموسيقى مع الموسيقي ومعلم البيانو الشهير «بيير سانكان» شهرته كانت عظيمة كمعلَّم بيانو. وبعد تخرجه عام 1975 تقدم إلى مباراة «مرغريت لونغ» العالمية للبيانو في باريس ونال المركز السادس، ثم حصل على الجائزة الأولى في مباراة الملكة إليزابيث ببروكسل في عام 1978.
عام 1988 اعتذر العازف التشيلي العالمي كلوديو اراو عن عدم الاشتراك في امسيتين لاوركسترا «فيل هارمونيك» في برلين لأسباب صحية، فتم الاتصال بعبد الرحمن الباشا قبل أربعة أيام من موعد الامسيتين وعرض عليه ان يأخذ محمل اراو، فوافق وعزف كونشرتو بيتهوفن ليلتين متتاليتين وسمعتها عبر الاذاعات الأوروبية بأكملها، مما شكل محطة مهمة في حياته